# Torre Mauri
La Torre Mauri (dita també Casa Mauri) és un edifici modernista del 1907 situat a la Pobla de Segur. Forma part del conjunt Mauri originàriament format pel Molí d'oli de Sant Josep, la casa Mauri pròpiament dita, el garatge, el paller i els jardins. És una obra protegida com a Bé Cultural d'Interès Local.
Actualment Casa Mauri és la seu de l'Ajuntament, a l'antic garatge hi ha l'Oficina de Turisme, i el molí és una sala polivalent.

## Descripció

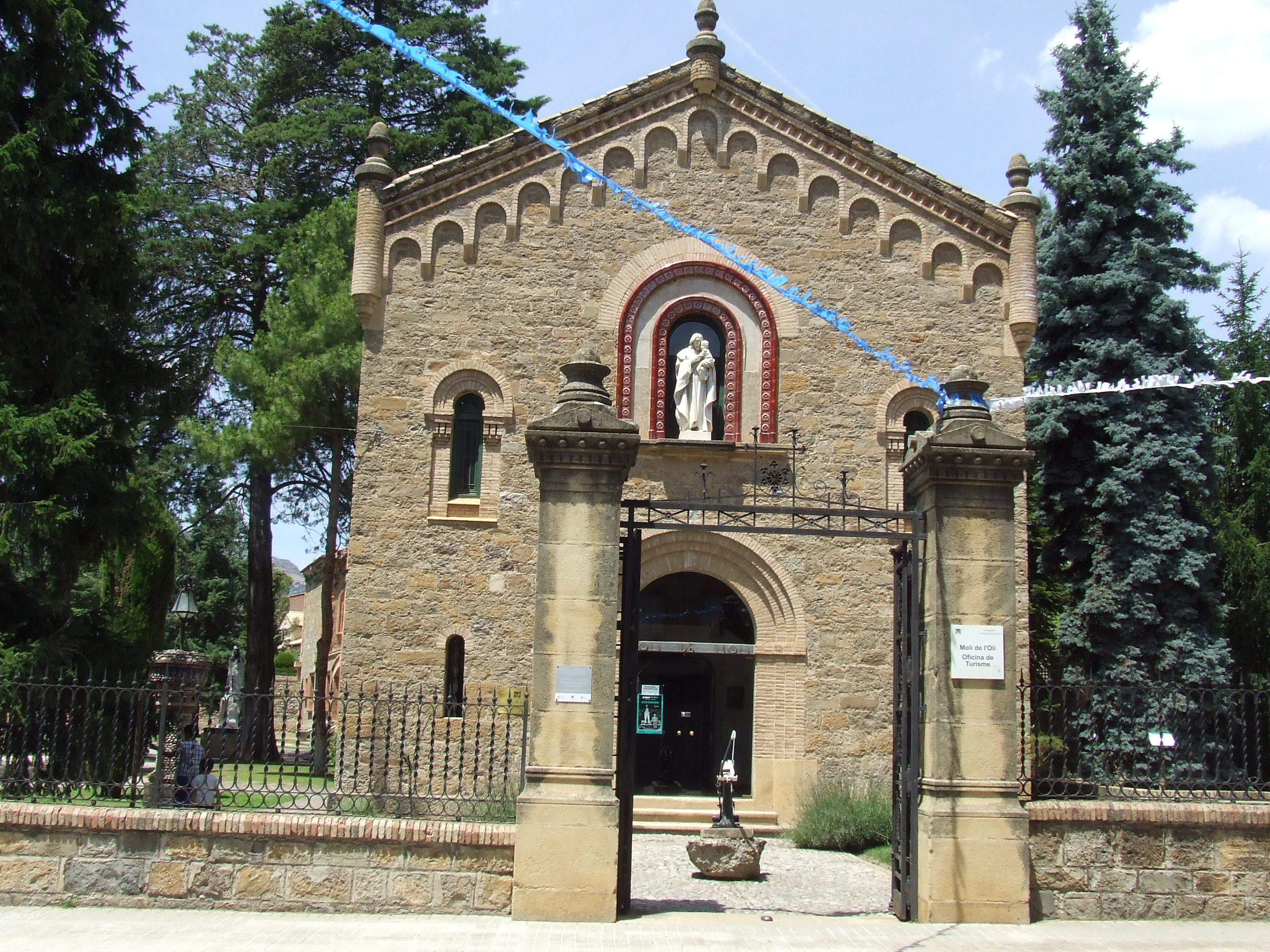
El Molí d'oli de Sant Josep

Conjunt industrial format per magatzems, oficines, molí i habitatges, annexes a l'antiga carretera d'accés. Edifici aïllat, desenvolupat en baixos i una torre adossada a l'extrem sud-oest. Els murs són de carreus i encerclats amb ràfecs i remats de rajol, rajoletes de València, pedretes rieres i pedra del país. Cobert amb terrasses i teules àrabs. El conjunt es completa amb el molí d'oli, garita del guarda i la tanca del mateix material i estil. Té una clara influència ornamental d'estil modernista, més al conjunt de detalls que en una expressió arquitectònica definida.

### Molí-Capella de l'Asserradora
Edifici aïllat a l'extrem del conjunt industrial de la serradora. És de planta rectangular i dues d'alçada, amb coberta de dues vessants en teula àrab. Els murs són de carreus, cèrcols de rajol a les cobertures fent arcades de mig punt. Són característiques de l'estil historicista-modernista les torretes rodones de remat a cadascun dels vèrtexs de la coberta, fetes amb rajol i pedra.
Visualment sembla una capella, pel seu aspecte formal i l'estàtua de Sant Josep de l'escultor Josep Llimona, a la fornícula sobre la porta.

### Oficines
Edifici aïllat a la capçalera del conjunt industrial de la serradora. És de planta rectangular i dues d'alçada amb coberta de dues vessants en teula àrab. Els murs són de carreus, cèrcols de rajols a les obertures, fent arcades de mig punt a les finestres.
Són característiques de l'estil historicista-modernista les torretes rodones de remat a cadascun dels vèrtexs de la coberta, fetes amb rajol i pedra.

## Història
En el 1890 té lloc l'inici del complex fuster per Ramon Mauri i Arnalot. Era fill d'un paleta de la Pobla de Segur que va fer fortuna a Madrid després de participar en la tercera guerra carlina.
La Torre Mauri és una antic palauet i residència d'estiueig que combina les formes modernistes amb un poc habitual estil neoromànic. L'estructura exterior no disposa de línies ondulades pròpies del modernisme, però si d'arcs llombards i arcs de mig punt a les finestres, per exemple. És un edifici de planta baixa i disposa d'una torre mirador amb merlets. Fet de carreus i pedres de riu, integra les arts aplicades: mosaics, vitralls i forja destaquen d'una manera esplèndida. Els mosaics són realitzats per Lluís Brú i Salelles.
El Molí d'oli de Sant Josep va ser construït el 1905. Té forma d'església romànica i Mauri el va fer vestir amb una escultura de Sant Josep i el Nen Jesús de Josep Llimona.